# Taniec

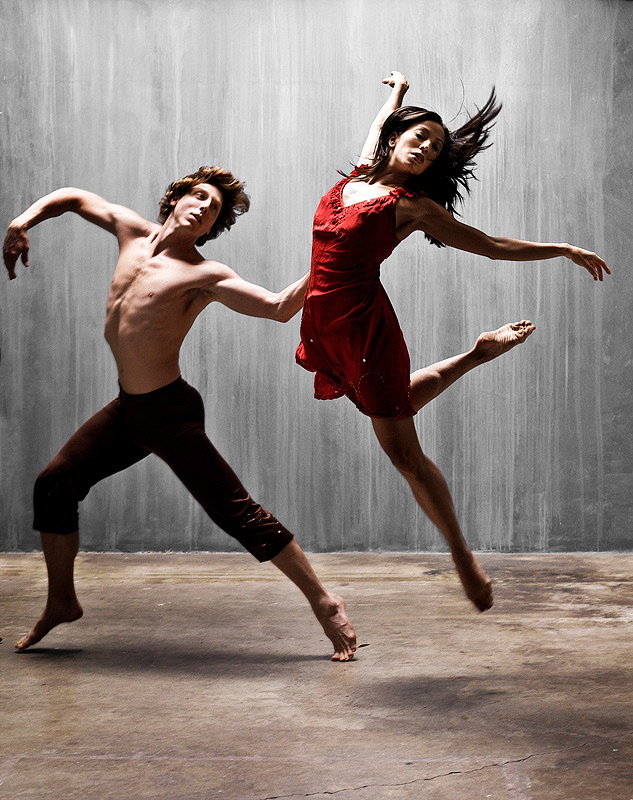
Taniec współczesny. Greg Sample i Jennita Russo

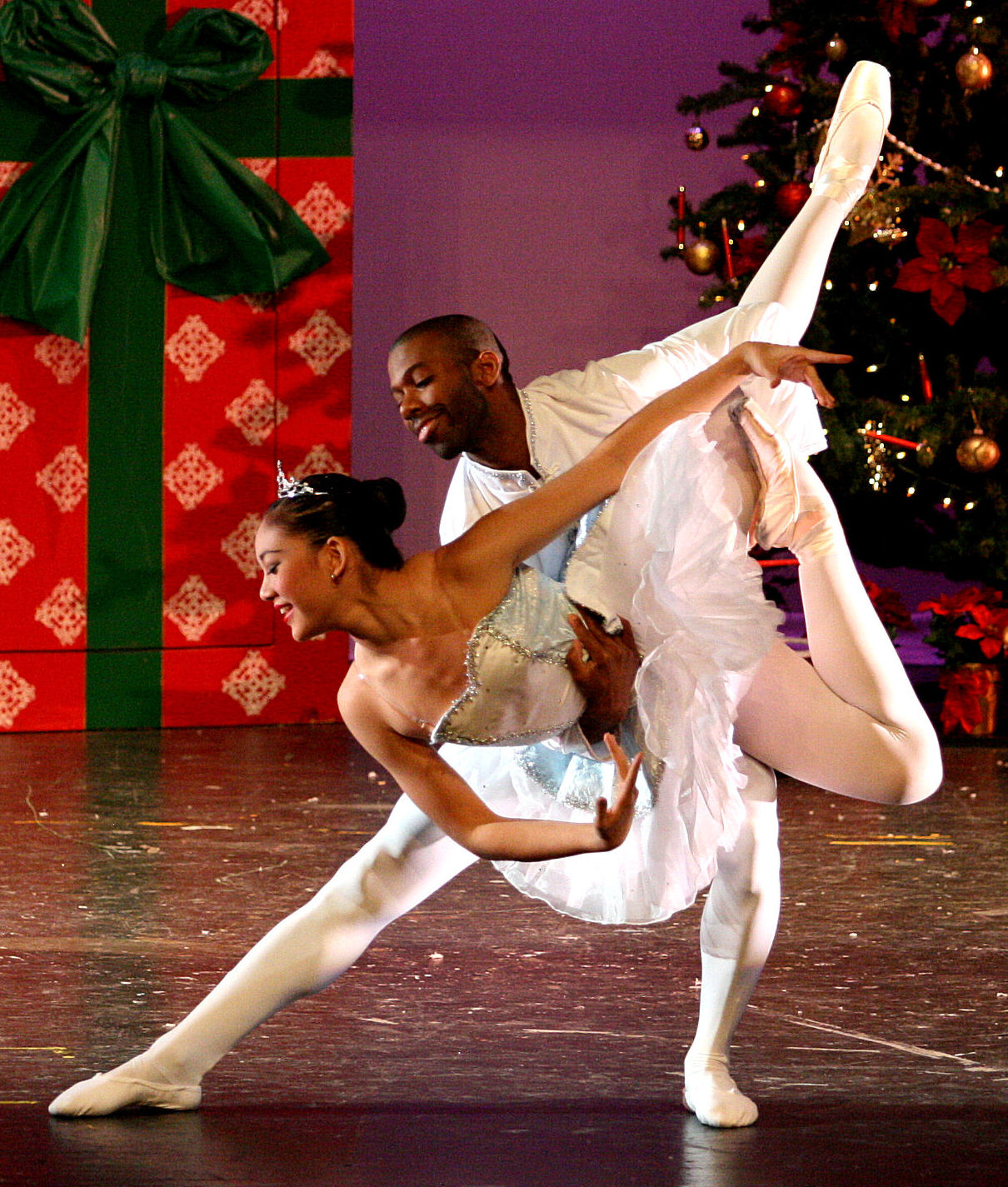
Taniec klasyczny. Scena z Dziadka do orzechów Piotra Czajkowskiego

Taniec – układ rytmicznych ruchów ciała, powstających spontanicznie pod wpływem bodźców emocjonalnych lub świadomie wyrażających pewne stany psychiczne, skoordynowanych zazwyczaj ze zrytmizowaną muzyką lub tylko elementem rytmicznym. Ruchy te mają wartość estetyczną i symboliczną, i są w danej kulturze uznawane za taniec przez wykonawców i odbiorców. Tańce mogą być podzielone i opisane ze względu na rodzaj choreografii, rodzaj ruchów lub historyczne pochodzenie.
Głównym elementem tańca jest ruch ciała wykonawcy, może on być bardziej lub mniej skoordynowany, szybszy lub wolniejszy, ale zawsze celowy. Drugim elementem tańca jest rytm. Taniec można też nazwać formą komunikacji niewerbalnej.

## Początki

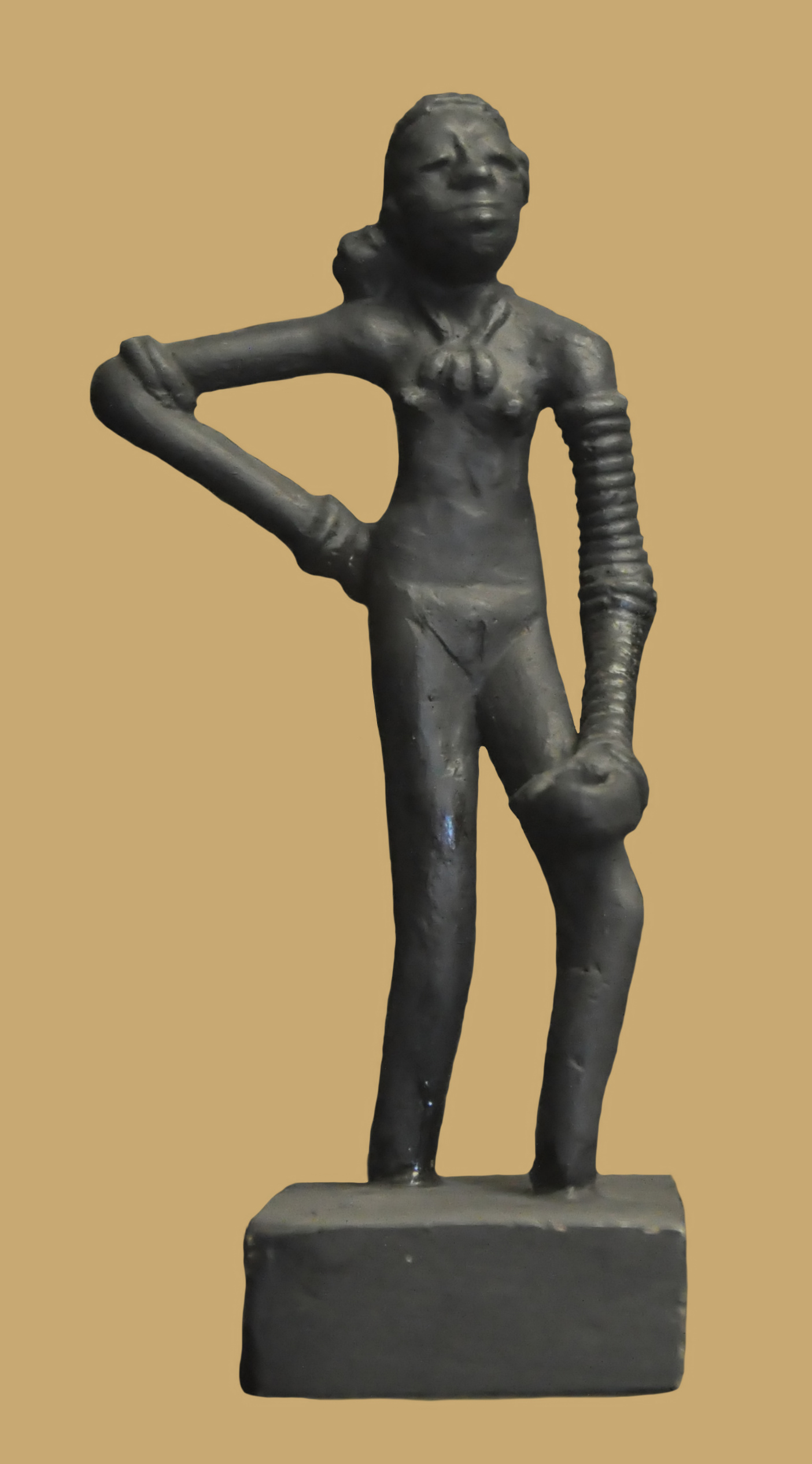
Tancerka z Mohendżo-Daro

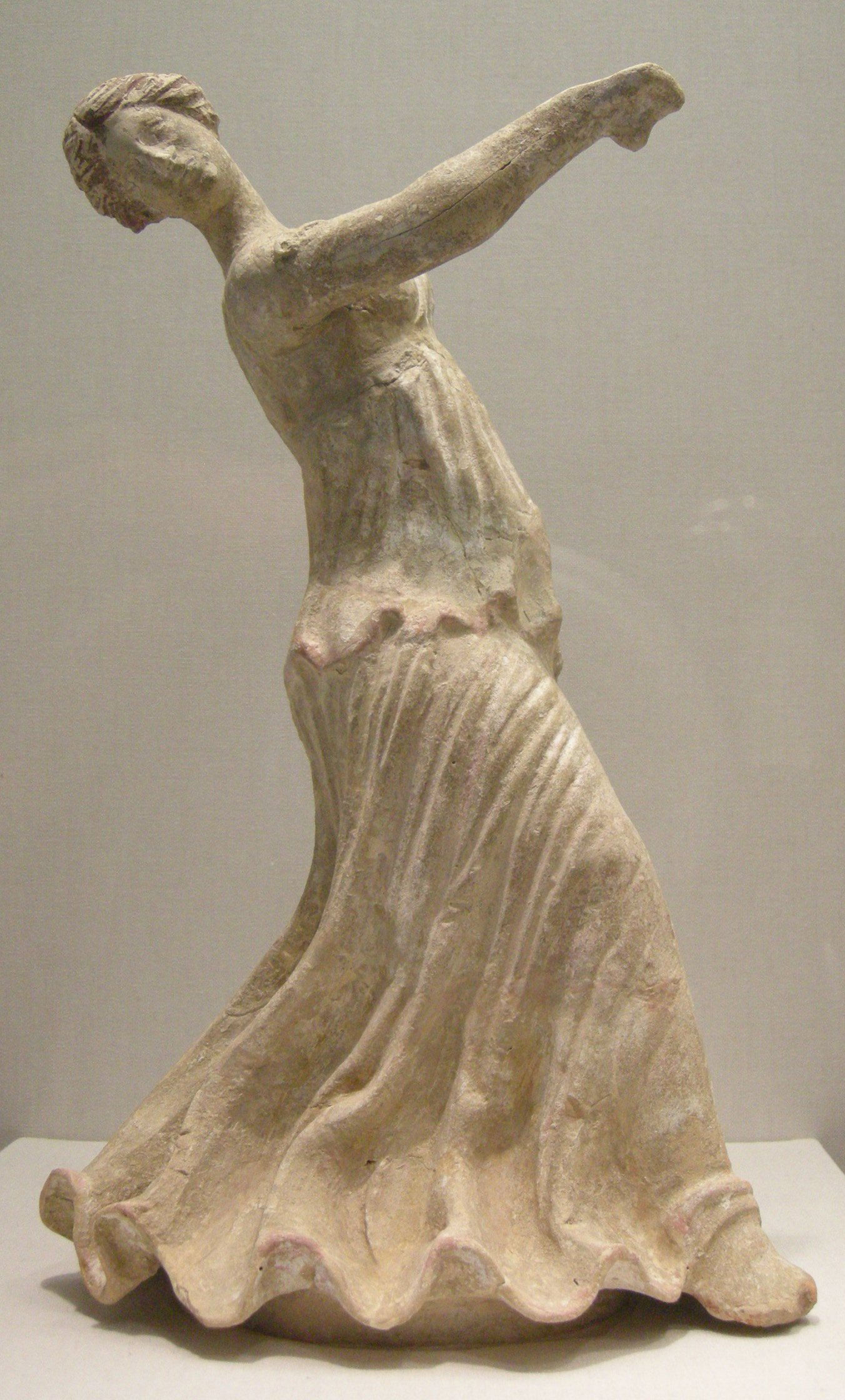
Figurka greckiej tancerki (terakota sycylijska, II w. p.n.e.)

Archeologiczne dowody na początki tańca pochodzą z 3300 r. p.n.e. i są to malowidła nagrobne przedstawiające figury taneczne. Przed wynalezieniem pisma taniec był ważnym czynnikiem międzypokoleniowego przekazu historycznego. Wykorzystanie tańca w ekstatycznych stanach transowych i uzdrawiających rytuałach (jak zauważono w wielu współczesnych kulturach prymitywnych, np. z brazylijskich lasów deszczowych, z pustyni Kalahari) również było ważnym czynnikiem jego historycznego rozwoju. Tańczono dla sprowadzenia deszczu podczas suszy (tzw. taniec deszczu) lub dla spowodowania zwiększenia urodzaju i zapewnienia pomyślności łowów. Wojownicy tańczyli dla wzbudzenia w sobie odwagi przed walką.
Odniesienia do tańca można znaleźć w bardzo wcześnie spisanej historii; o tańcu greckim pisali Platon, Arystoteles, Plutarch, Ksenofont, Atenajos i Lukian. Do licznych związanych z tańcem zdarzeń odnosi się Biblia oraz Talmud. Z neolitu zachowały się naczynia chińskiej ceramiki, na których wyobrażono trzymających się za ręce tancerzy. W starożytnych Chinach taniec związany był z magią i szamańskimi rytuałami, i właśnie w tamtejszym języku jako pierwszym zapisano słowo „taniec”.
W pierwszym tysiącleciu p.n.e. w Indiach powstało wiele tekstów będących próbą usystematyzowania aspektów życia codziennego: Bharata Muniego Natyashastra (dosłownie „tekst dramaturgii”) jest jednym z wcześniejszych i świadczy o tym, że taniec odgrywał ważną rolę w kulturze indyjskiej. Omówiono w nim różne gesty (mudry) i sklasyfikowano ruchy różnych kończyn. Tak silna dotąd tradycja tańca przetrwała w Indiach, gdzie nadal odgrywa ważną rolę w kulturze (rytuały), a w szczególności w rozrywce (Bollywood). Wiele innych form tańca współczesnego pochodzi od tańców etnicznych.  
W kulturze europejskiej najwcześniejsze wiadomości na ten temat pochodzą od Homera, który w Iliadzie opisał grecką choreę. Inny opis tańca zachowany do naszych czasów pochodzi ze Starego Testamentu i odnosi się do króla Dawida tańczącego przed Arką Przymierza.

## Funkcje tańca
Odkąd socjologia podzieliła czynności ludzkie na przyrodzone i kulturalne, taniec zaliczono do czynności kulturalnych. Najprostszy podział, jakiego można dokonać, to wyodrębnienie trzech odmiennych sfer działalności ludzkiej, w których się rozwinął: religia, rozrywka i sztuka. W każdej z nich pełni inne funkcje. Nie jest to podział ani precyzyjny, ani wyczerpujący. Taniec może być także formą terapii (choreoterapia), zaś dla niektórych ludzi jest po prostu pracą. Elementy tańca występują w niektórych dyscyplinach sportu jak: łyżwiarstwo figurowe, pływanie synchroniczne i gimnastyka artystyczna. Taniec jest zaliczany do ćwiczeń rekreacyjnych mających bardzo korzystny wpływ na zdrowie psychofizyczne. W wyniku ruchu ciała w tempie zgodnym z muzyką można wyrazić swoje uczucia, a z samego ruchu czerpać dużą przyjemność.
Pierwotnie taniec służył autoekspresji pozwalającej na wyrażenie poczucia cykliczności życia, później jednak stał się elementem kultury i pozwalał na wyrażanie trudnych do zwerbalizowania treści kulturowych. Wykonywany zazwyczaj jest w sytuacjach związanych z obrzędami przejścia, towarzyszącymi zmianie statusu społecznego (zawarcie małżeństwa stanowiącego początek nowej rodziny; wejście w dorosłość, czemu towarzyszy polonez tańczony podczas studniówki), podczas ważnych dla społeczności wydarzeń, a także do nawiązywania relacji społecznych. Ruch pobudza tancerza do kreowania we własnej wyobraźni obrazu zjawisk, do których symbolicznie ruchy te mogą nawiązywać (przemijanie pór roku, odgrywanie ról społecznych). Taniec w początkowym okresie kultury był także medium, dzięki któremu przekazywana mogła być pamięć grupy.

## Kodyfikacja tańca
Próby notacji tanecznej datowane są na czasy renesansu. Notacja tworzona była za pomocą prostych rysunków, map kroków, później rozwinęła się w skomplikowany system dokładnie opisujący układy choreograficzne. Na początku XX wieku utworzony został system Rudolfa Labana, labanotacja, który pozwalał na zapis subtelnych ruchów, co nie było potrzebne w tańcach ludowych, których figury taneczne były łatwe do zapamiętania. System ten wykorzystywany jest dla dokumentacji tańca w sztukach scenicznych, jednak nie jest on odczytywany przez samych tancerzy, a także nie jest przez nich tworzony.

## Rodzaje

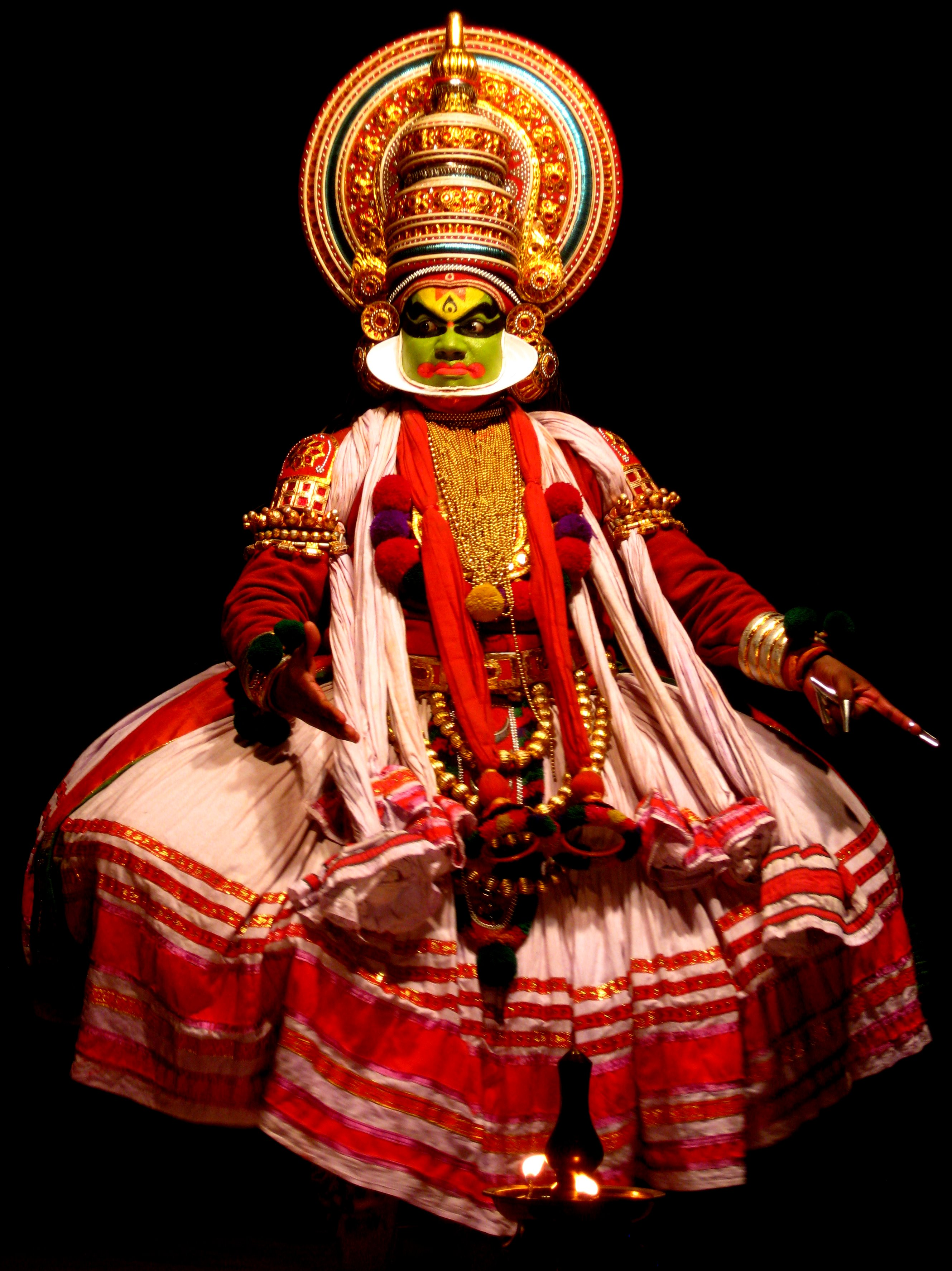
Taniec hinduski Kathakali

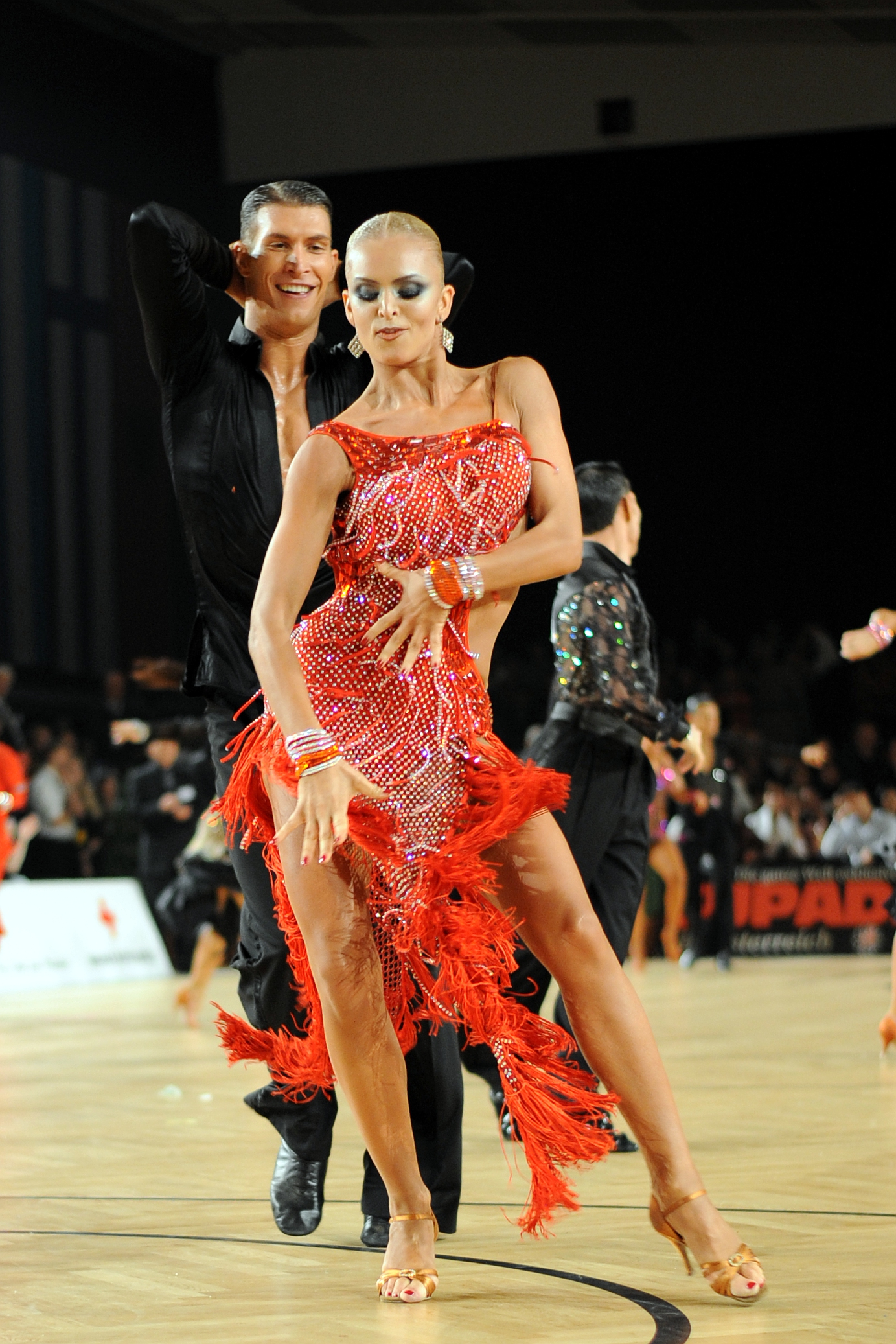
Taniec towarzyski. Cha-Cha-Cha. Miha Vodicar i Nadiya Bychkova

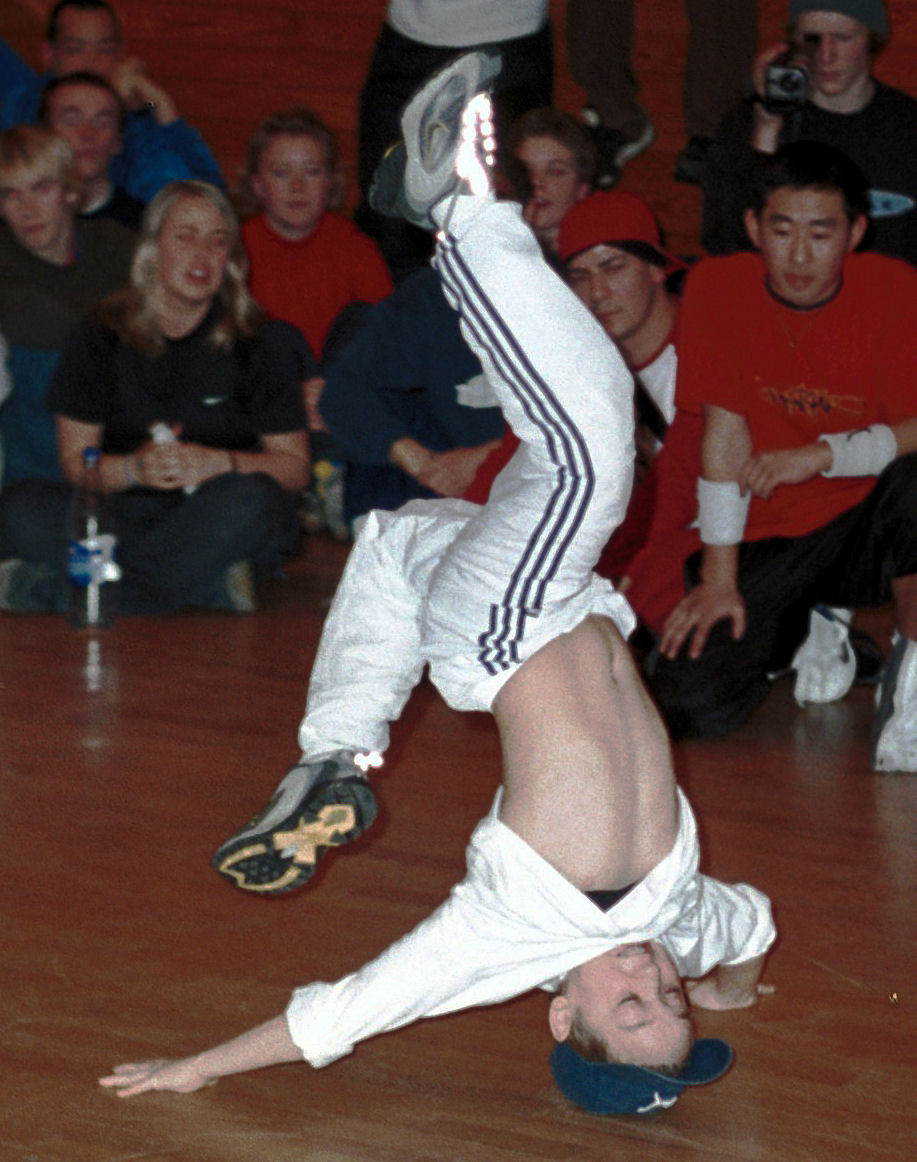
Taniec uliczny Breakdance

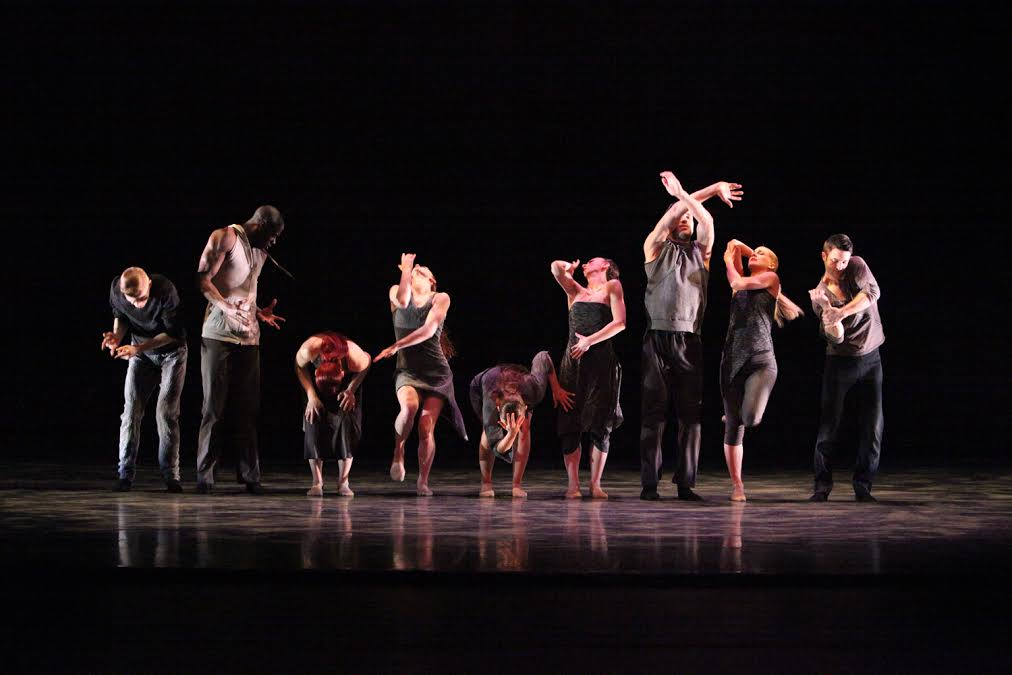
Jazz dance. Giordano Dance Chicago

### Taniec w różnych okresach historycznych
- Taniec w średniowieczu
- Taniec w renesansie
- Taniec w baroku

### Taniec jako forma obrzędowa
- taniec rytualny
- taniec wojenny
- taniec w Biblii
- antyczna Grecja
  - kureci
  - Terpsychora
  - Dionizos
  - Dionizje
  - menady
- antyczny Rzym
  - saliowie
  - Bractwo Arwalskie

### Taniec jako forma spektaklu
- butō
- balet
- musical
- klasyczne tańce hinduskie
  - mudra
  - natia
  - bajadera
  - dewadasi
- taniec brzucha
- kabaret
  - kankan
- taniec na rurze

### Rodzaje tańca scenicznego
- taniec klasyczny
- taniec współczesny
- taniec wyrazisty
- taniec charakterystyczny
- taniec historyczny
- modern dance
- postmodern dance
- taniec konceptualny
- teatr tańca

### Taniec jako rozrywka
- taniec dworski
- taniec salonowy
- taniec ludowy
- taniec towarzyski
- taniec nowoczesny
- taniec współczesny
- pogo (mosh)

### Taniec uliczny (subkultury hip-hop)
- Breakdance
- Oldschool
- Locking
- Popping

## Taniec a sprawność mózgu
Porównania sprawności mózgu tancerzy sportowych i 12 osób grupy kontrolnej wykonano z użyciem skali BIS (Behavioural Inhibition System, inteligencja ciała, zob. cielesno-kinestetyczna) oraz metodą obrazowania MRI mózgu. Lepsze wyniki uzyskano w grupie tancerzy. Metodą skanowania MRI wykazano również, że taniec zaskakująco szybko hamuje proces starzenia się. W wyniku badań grupy osób w wieku śr. 68 lat stwierdzono, że korzystne zmiany były widoczne już po tygodniowym kursie choreografii. Interdyscyplinarny zespół badawczy z Magdeburga adaptuje spostrzeżenia neurobiologów, tworząc programy fitness, zawierające procedury taneczne.